# Apam balik
Apam balik (español: 'panqueque volteado') o terang bulan (español: 'luna brillante') o martabak manis (español: 'martabak dulce') o 曼煎粿 Màn Jiān Guǒ (español: 曼煎 Màn Jiān es el homófono de 滿清 Mǎn Qīng, que fue la última dinastía de China y 粿 Guǒ significa panqueque) es un postre común en las provincias del sureste de China y Taiwán como también en el sureste de Asia. Se le encuentra en Quanzhou, Hong Kong y Taiwán, y también se venden muchas variedades en puestos de comida a la vera del camino por todo Brunéi, Indonesia, Malasia y Singapur.

## Origen
Se cree que la invención apam balik o 曼 煎 粿 está relacionada con el general Tso, quien fue un estadista chino y líder militar de la dinastía Qing tardía. En 1855, el ejército del Reino Celestial Taiping invadió la región de Fujian y el general Tso fue designado para dirigir un ejército para aplastar a los rebeldes. Para proporcionar a los soldados comida sin interferir en la vida de la población local, el general Tso decidió cambiar el pan plano que se comía junto con la cebolla tierna y la salsa de chile, por el panqueque relleno de caña de azúcar y maní molido de origen local y producido en masa. La receta del panqueque se extendió por toda la región de Fujian, especialmente en los alrededores de Quanzhou y más tarde en todo el sudeste de China. También fue llevada a países del sudeste asiático por los inmigrantes chinos Hokkien.

## Descripción
El panqueque está hecho mediante una mezcla de harina, huevos, azúcar, bicarbonato de sodio, leche de coco y agua. El preparado de consistencia líquida se cocina sobre una sartén gruesa de hierro redondo con abundante margarina de palma para evitar que se pegue a la sartén. Luego se rocían otros ingredientes como relleno; el más común o tradicional son los gránulos de maní triturados con azúcar y granos de maíz dulce (disponibles en latas), pero también están disponibles innovaciones modernas como chispitas de chocolate y queso cheddar. Luego, el panqueque se pliega (de ahí el nombre: "panqueque de rotación") y se corta en varias porciones.
En Indonesia hay una versión más pequeña hecha con una sartén más pequeña, se llaman martabak mini o terang bulan mini.
La textura del apam balik puede variar según la cantidad de líquido usada y el tipo de sartén utilizada, desde una que se asemeje a una forma más crujiente de bollos hasta pequeñas cáscaras de panqueques delgadas y ligeras que se rompen cuando se muerden (este último generalmente se llama apam balik nipis , 'thin apam balik').
Hay una variante de Peranakan, el apom balik, que se parece mucho al Serabi indonesio.

## Galería

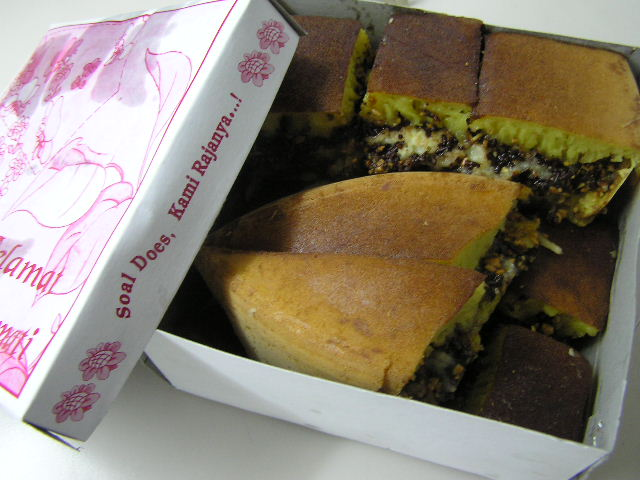
Martabak Bangka o Terang Bulan
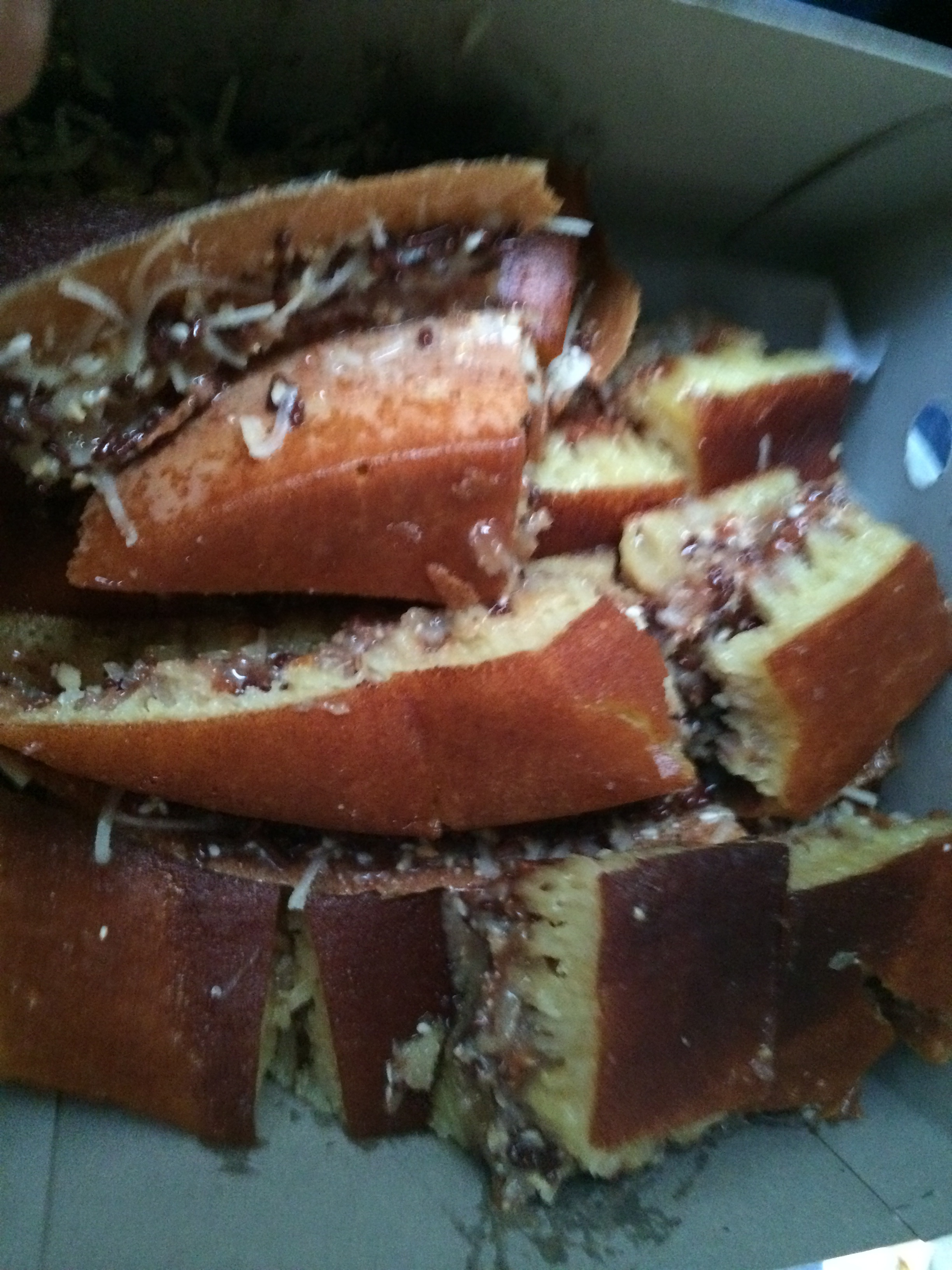
Martabak dulce relleno de chocolate
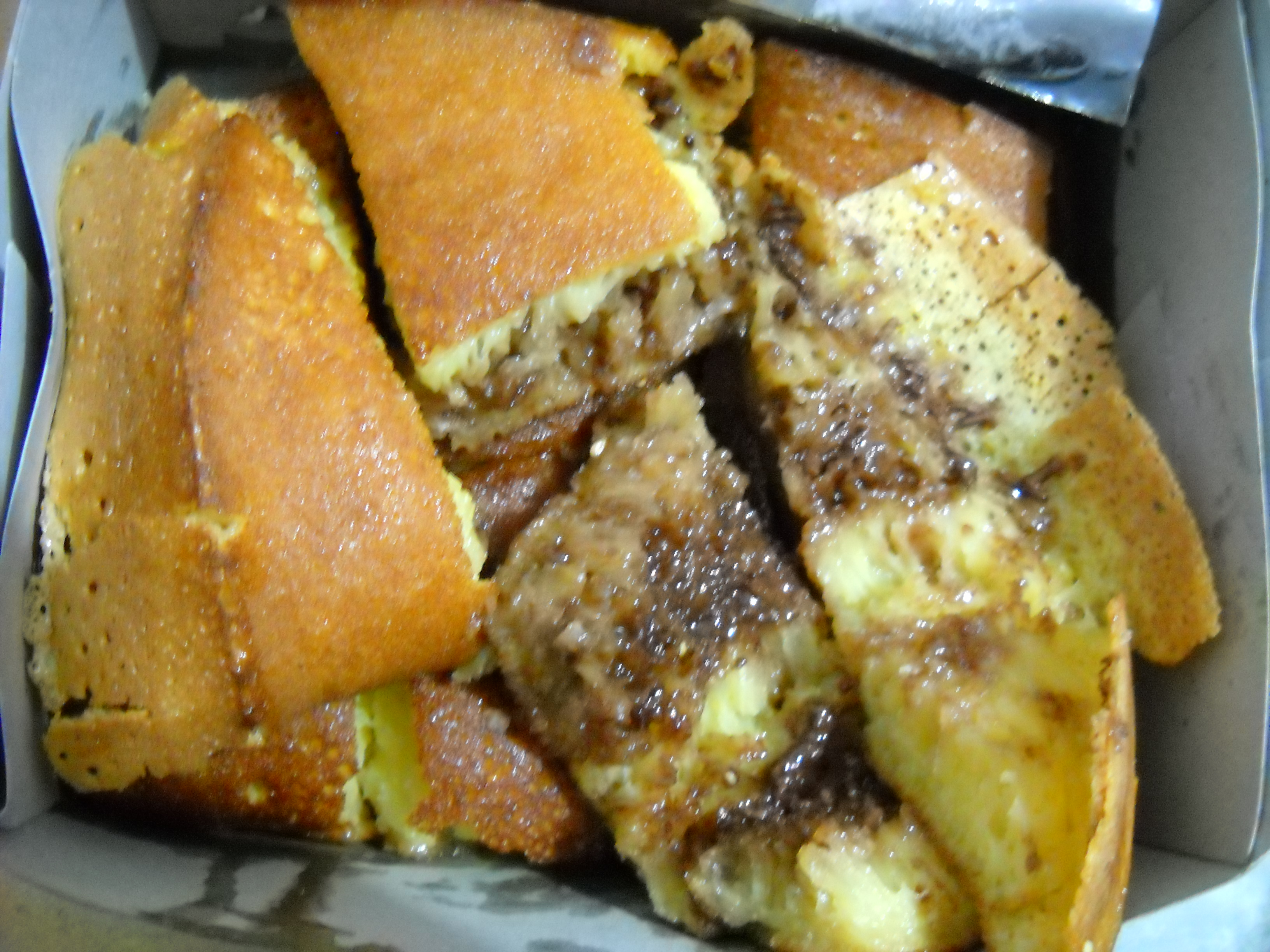
Hoklopan
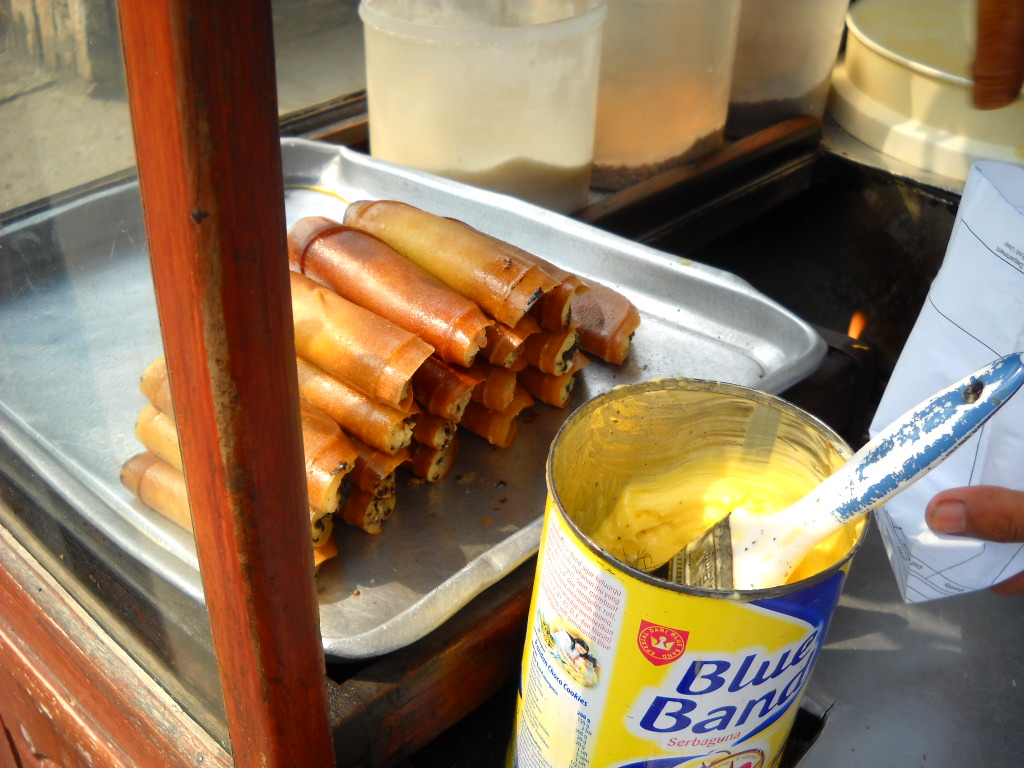
Mini Martabak
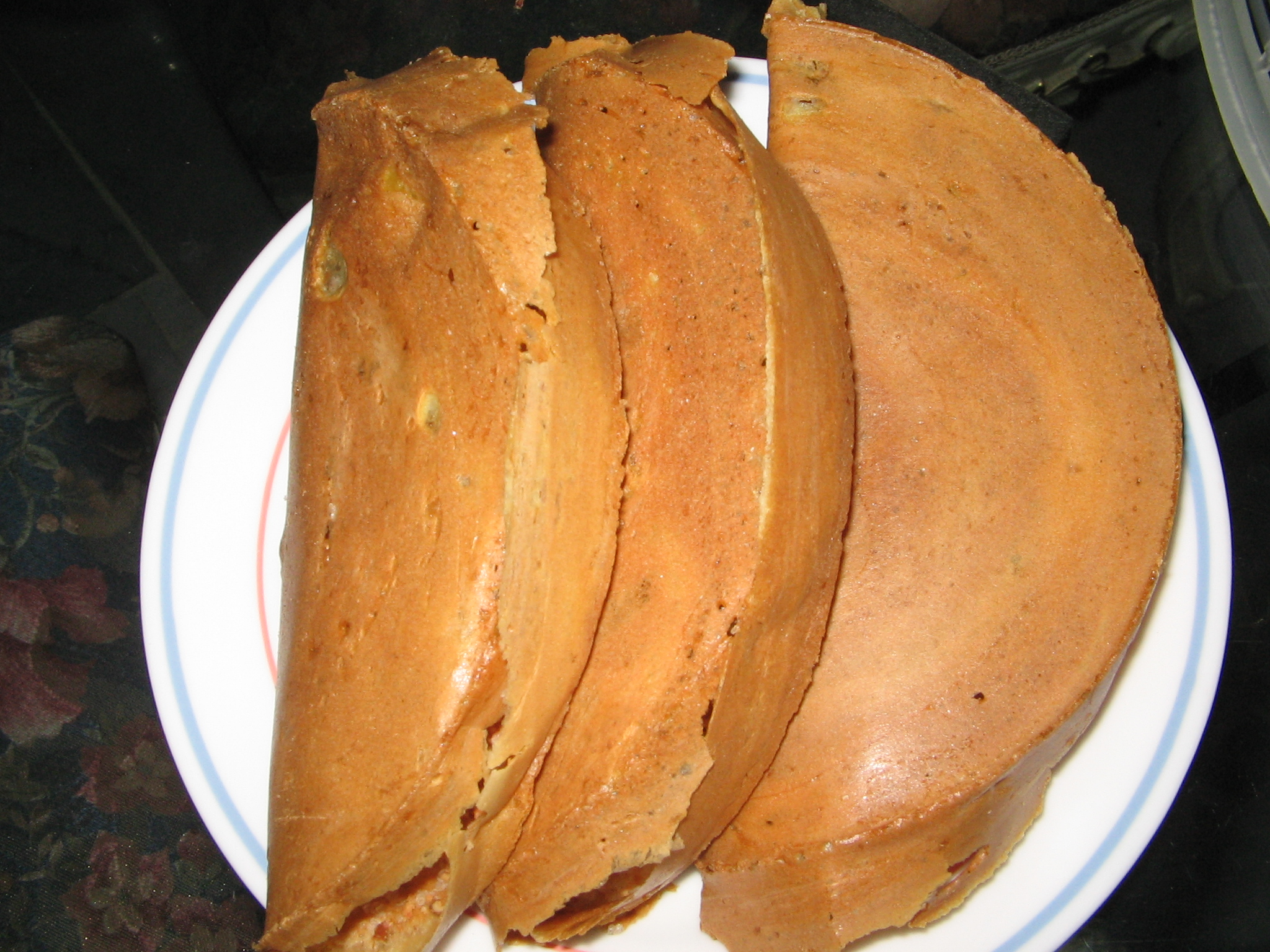
Apam balik gigante